# Fog

1. Fog 2. Fogzománc 3. Dentin 4. Fogbél 7. Fogcement 8. Fogkorona 12. Foggyökér 17. Fogágy 18. Fogíny 22. Gyökérhártya 27. Canales alveolares maxillae

A fog (latinul: dens, dentis) egy látható korona és egy, az állcsontokban rögzülő gyökér alkotta kemény szerv. A gerinceseknél fejlődött ki. A belőlük felépülő fogazat fő funkciója a táplálék megragadása, és – emlősöknél – az emésztést megkönnyítő felaprózása, a rágás. Az embernél szerepet kap a beszédhangok képzésében, az esztétikai megjelenésben, egyes állatoknál pedig fegyverként szolgál. A törzsfejlődés során ezen funkcióknak megfelelően alakultak ki a különböző fogmorfológiák. Például a növényevőknek több az őrlőjük (a növényi táplálék nehezebben emészthető), míg a ragadozóknak jól fejlett szemfoguk van (a prédaállat megragadására, széttépésére).
A fogak színe a világossárgától a szürkésfehérig bármilyen lehet. Idővel viszont sötétebbek, sárgábbak lesznek, mivel az átlátszó zománc kopik, és az alatta lévő dentin színe érvényesül.
Az emberi szervezetben két rend fogazat fejlődik ki. Az első rend, az ún. tejfogazat (időleges fogak, dentes decidui), a születés után hat hónappal kezd megjelenni, a maradandó fogak (dentes permanentes) pedig a hatodik életév után. Embernél a tejfogak száma 20, a maradandó fogaké 32. Egyes állatoknál csak egy rend fog fejlődik ki, másoknál (például a cápánál) az élet egész folyamán cserélődnek.

## Az állatok fogai

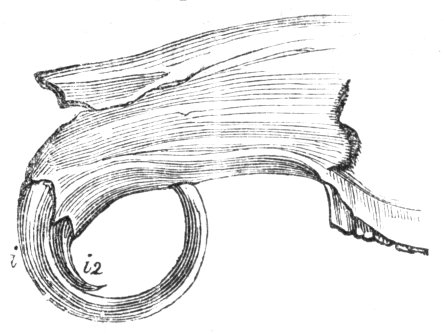
Az alsó metszőfogát elvesztett nyúl felső metszője nem kopott el

Az alsóbbrendű gerinceseknél minden fog egyforma, ezt homodontianak nevezzük. Ezek a kúp alakú, egygyökerű fogak figyelhetőek meg a halaknál, kétéltűeknél, hüllőknél és egyes emlősöknél. A madaraknak nincsenek fogaik, mivel ahhoz külön izmokat kellene fejlesszenek, ami növelné a súlyukat és ez hátrányosan befolyásolná a légi életmódjukat. A madarak emésztését fogak hiányában zúzógyomor segíti. A teknősöknek sincsenek fogaik.
A halak fogaikat általában csak a táplálék megragadására vagy kiszűrésére használják. A cetek egyes fajtáinak is vannak fogaik, de ezeket nem használják rágásra. A kardszárnyú delfin és a nagy ámbráscet, a táplálékát megragadja fogaival, szétszaggatja, de nem rágja meg. A cetek fogainak a száma nagyon tág határok közt mozog: kettőtől egészen 260-ig. A hüllők és a cápák fogai mindig helyettesítődnek (polyphedont vagy „revolver” fogazat). Egy krokodil akár negyvenszer is kicserélheti fogait.
A különféle életmód, táplálkozás, illetőleg fogmunka folytán a fogak az emlősöknél már a fogsoron belül is különböző alakot öltöttek. Az ilyen fogazatot heterodont fogazatnak nevezzük. Az emlősök egy részénél több rend fogazat fejlődik ki. Legtöbbnél kettő, de vannak fajok, melyeknél az egész élet folyamán cserélődnek. Az emlősök másik felénél a fogak kopnak és ezzel párhuzamosan folyamatosan nőnek ki a fogmederből.
A rágcsálóknak nincsenek szemfogaik, csak mindkét állkapocsban két nagy, gyökér nélküli, éles véső alakú metszőfoguk, melyek kopnak. Attól függően, hogy az alsó és a felső metszőfogak hogy találkoznak megkülönböztetünk négy rágcsáló típust: nyúl, vagyis a kéreghántolók típusa, tengerimalac vagy a levél- és gyümölcsevők típusa, egér, vagy a mindenevők típusa, mókus, vagy a diótörők típusa.
A biológusok a fog kopásának mértékéből meg tudják állapítani, hogy az állat mivel táplálkozik és mennyi idős. Egy fiatal ló fogainak a hossza például 11,5-12,5 cm. Ezenkívül a fog alakjából és a tejfogak jelenlétéből lehet következtetni a ló életkorára. A lovaknak 20 tejfoguk van. A maradó fogak száma tipikusan kancáknál 36, méneknél 40. Minden lónak van 12 metszője, 12 kisőrlője és 12 őrlője, a méneknek ehhez képest még van 4-5 szemfoguk (a kancáknál gyakran nem jelenik meg, vagy csak 1-2). Ezeken kívül a lovaknak 0-4 szeg alakú foguk, ún. farkasfoguk is lehet.
Az elefántok agyarai specializált, zománcot nem, csak dentint tartalmazó metszőfogak, melyek táplálék kiásására, mozgatására és harcra szolgálnak. Szintén nagy agyaruk van az elefántfókáknak, rozmároknak, vízilovaknak. A narválok agyara sok érző idegvégződést tartalmaz. Ezért az agyarak segíthetnek a táplálék keresésben, a tájékozódásban és a párosodásban.
A földimalac fogairól hiányzik a zománc és a fogbélben sok tubulus található, ezért nevezik még tubulidentatanak is.

## Az ember fogai

### Anatómia

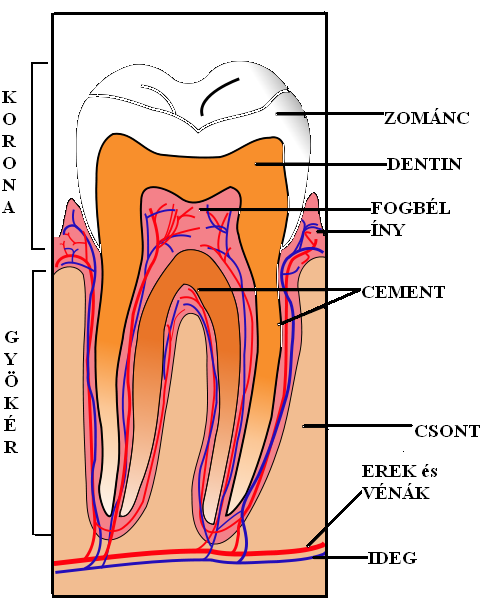
A fog szerkezete

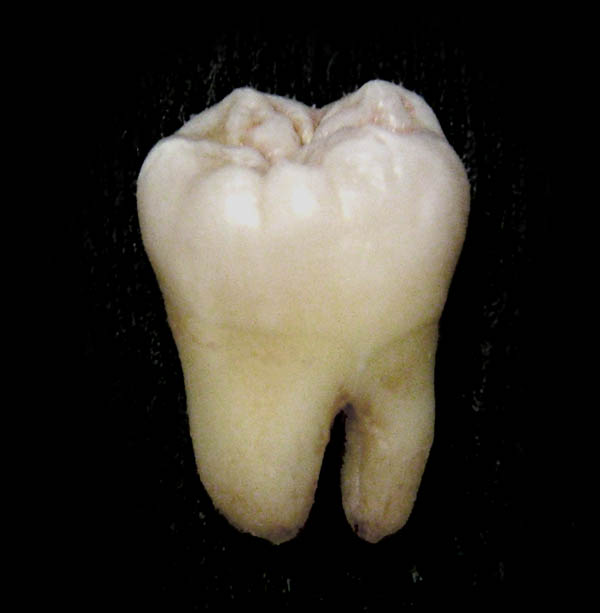
A harmadik őrlő

A fog szájüregbe nyúló részét koronának (corona dentis), a fogmederben rögzülő részét gyökérnek (radix dentis) nevezzük. A kettő határánál van a fognyak (collum dentis). Megkülönböztetünk klinikai- és anatómiai koronát: a klinikai korona a fognak azt a részét jelöli, amely látható, tehát az ínytől koronálisabban elhelyezkedő részt. Így az élet során a klinikai korona változó kiterjedésű, például a még teljesen elő nem tört fog klinikai koronája kisebb, majd később az ínyvisszahúzódás miatt nagyobb lehet. Az anatómiai korona ezzel szemben nem változik, mindig a zománccal fedett részt jelöli.
A fogak lehetnek egy- vagy többgyökerűek. A frontfogaknak és a kisőrlőknek általában egy gyökerük van, kivéve a felső első kisőrlőt. A kétgyökerű alsó nagyőrlőknek egy meziális és egy disztális gyökere van, míg a szintén kétgyökerű felső első kisőrlő egy vesztibuláris és egy palatinális gyökérrel rendelkezik. A felső nagyőrlők háromgyökerűek, amelyek közül kettő vesztibuláris és egy palatinális.
A fog belsejében található a fogpulpa, ezt teljesen körbeveszi a dentin, melyet a koronai részen zománc, a gyökéren pedig cement fed. A zománc és a cement a fognyaknál találkozik. A fogak a fogmederben az ún. gyökérhártya (periodontium) által rögzülnek.
A lapát (felső) és véső (alsó) alakú metszőfogak harapásra, a hosszú és rögzítésében erősen biztosított szemfog tépésre, és a széles koronával rendelkező kis őrlőfogak a darabolásra és szétnyomásra, míg a nagyőrlők a legnagyobb rágómunkára alkalmasak.
Minden fogon megkülönböztetünk négy felszínt:
- Okkluzális felszín vagy rágófelszín – a fogak rágásra alkalmas felszíne, hiányzik a frontfogaknál – ezek élben végződnek
- Vesztibuláris felszín – a fogak kifele, a szájtornác fele néző felszíne. Frontfogaknál labiálisnak, őrlőknél buccalisnak is szokták nevezni
- Orális felszín – befele, a szájüreg fele néző felszín. Felső fogsoron palatinális, alsón linguális a neve
- Approximális felszín – a szomszédos fogak fele néző felszín. Meziális, mely a fej középvonalához közelebb esik, disztális, mely távolabb esik (tehát hátrább).

Annak megállapítására, hogy a fogak jobb vagy bal oldaliak, a Mühlreiter-jeleket használják. Ezek a szögletjel, a gyökérjel és a görbületi jel.

#### Zománc
A zománc (enamelum, substantia adamantina) a szervezet legkeményebb és leginkább mineralizált anyaga. Normális esetben csak ez látszik, de ha túl nagy a kopása a fognak, akkor a dentin is láthatóvá válhat. 96%-a szervetlen anyag, legnagyobb részt hidroxilapatit, a többi pedig víz és szerves anyag. Nagy szervetlen anyag tartalma miatt nagy a keménysége, de a törékenysége is. Ezért, ha nincs alátámasztva – dentin vagy tömőanyag által – könnyen letöredezik. Mivel a zománc áttetsző, a dentin színe nagymértékben meghatározza a színét, úgyszintén az odahelyezett fogászati anyagok (tömések) is. Vastagsága változó, a rágófelszínen a legvastagabb (kb. 2,5 mm), majd a fognyak fele fokozatosan elvékonyodik. Mivel nagy a szervetlen anyag tartalma, csak fiziko-kémiai úton történhetnek változások a szerkezetében. A savak kioldják a szervetlen anyagot belőle (demineralizáció), de ha megfelelő időn belül a szájüreg pH-ja megemelkedik, akkor ezek a nyálból visszaépülhetnek (remineralizáció). A hidroxilapatit hidroxil része kicserélődhet egy fluor ionnal, és egy ellenállóbb fluoroapatit képződik. Ezért fluoroznak bizonyos anyagokat, mint például a fogkrém, víz, tej stb. Professzionális fluorozást kezdeti fogszuvasodások kezelésekor alkalmaznak.

#### Dentin
A fog fő tömegét a dentin (dentinum, substantia eburnea) adja. A fogbélkamrát teljesen körbeveszi, kívülről pedig a zománc és a cement fedi. 70%-ban ásványi anyagot, 20%-ban szerves anyagot és 10%-ban vizet tartalmaz. Keménysége kisebb, mint a zománcnak, rugalmassága viszont nagyobb, ami előnyös. Magasabb szervesanyag-tartalma miatt a fogszuvasodás könnyebben roncsolja.
Szerkezetére jellemző, hogy dentincsatornák (tubulusok) járják át, melyekben az odontoblasztok (dentint termelő sejtek) nyúlványai, az ún. Tomes-féle rostok találhatóak. Tehát a csontokhoz hasonlóan élő szövetről van szó. A dentincsatornák átmérője az egyén korával és a dentinen belüli helynek megfelelően változik. A zománc felé eső részen szűkebbek, míg a fiatal korban 2,5-3 μm-es csatornák 1,3-1,5 μm-re csökkennek. A tubulusokon keresztül bizonyos anyagok átjuthatnak, így például baktériumok által termelt különböző toxinok, melyek irritálhatják a fogbélben lévő idegvégződéseket, fájdalmat váltva ki. Maguk a baktériumok nem képesek áthatolni a tubulusokon. A fogászati beavatkozások során tapasztalt fájdalomingerek is a dentincsatornákon közvetítődnek: a csatornákban folyadékáramlás következik be, ami mechanikailag ingerli az idegvégződéseket.
A dentin, a zománccal ellentétben, kis mértékben képes védekezni a külső behatások ellen. Amikor a szuvasodás eléri a zománc-dentin határt, a dentincsatornácskákban és a dentin pulpa felőli részén megindul a dentinlerakódás, ami gátat próbál szabni külső ingerek ellen.

#### Fogbél
A fogbél (pulpa dentis) a fog legbelső része, mely egy speciális laza kötőszövetbe ágyazott ereket és idegeket tartalmaz. Funkciói: induktív (a pulpa indítja el a fog fejlődése során a dentin- és zománctermelést), tápláló, formatív (az itt található odontoblasztok termelik a dentint) és védekezési (ha a szuvasodás eléri a dentint, vagy akár a pulpát, a szervezet többi szövetéhez hasonlóan a fogbélben is védekezési reakciók indulnak be).
Anatómiai szempontból megkülönböztetünk: a fog koronájában elhelyezkedő pulpakamrát és a gyökérben található gyökércsatornát. A fogak csücskeinek megfelelően a pulpakamrában pulpaszarvakat találunk. A gyökér formáját követve a gyökércsatorna is egyre szűkül, amíg egy nyíláson (Foramen apicale) keresztül kinyílik. Ezen a nyíláson át lépnek be a fogba az erek és az idegek.

#### Cement
A cement (cementum, substantia ossea dentis) a fogat rögzítő négy szövet (fogmeder, gyökérhártya, fogíny, cement), a parodontium egyik alkotórésze. Embernél csak a foggyökér felszínét fedi. Legvastagabb a gyökércsúcsnál, majd a zománc-cement határ fele fokozatosan vékonyodik. Fő funkciója a gyökérhártya rostjainak az elhorgonyzása. A kémiai összetételét tekintve a csonthoz hasonlít, de hiányoznak belőle az erek és idegek.
Megkülönböztetünk sejtes (celluláris) és sejtmentes (acelluláris) cementet. Acelluláris cement fedi a gyökér egész felszínét, ezt fedi a gyökércsúcsi harmadban a celluláris cement. Ez utóbbi a cement gyors lerakódása közben jön létre, amikor a sejtek benne maradnak a cement állományában.
A cementben kétféle rosttípust különböztetünk meg: egyrészt a gyökérhártya által termelt és a cement felszínére merőleges Sharpey-rostokat (extrinsic), másrészt a cementoblasztok (cementet termelő sejt) által termelt és a gyökérrel párhuzamos lefutású intrinsic rostokat.

#### Fogágy

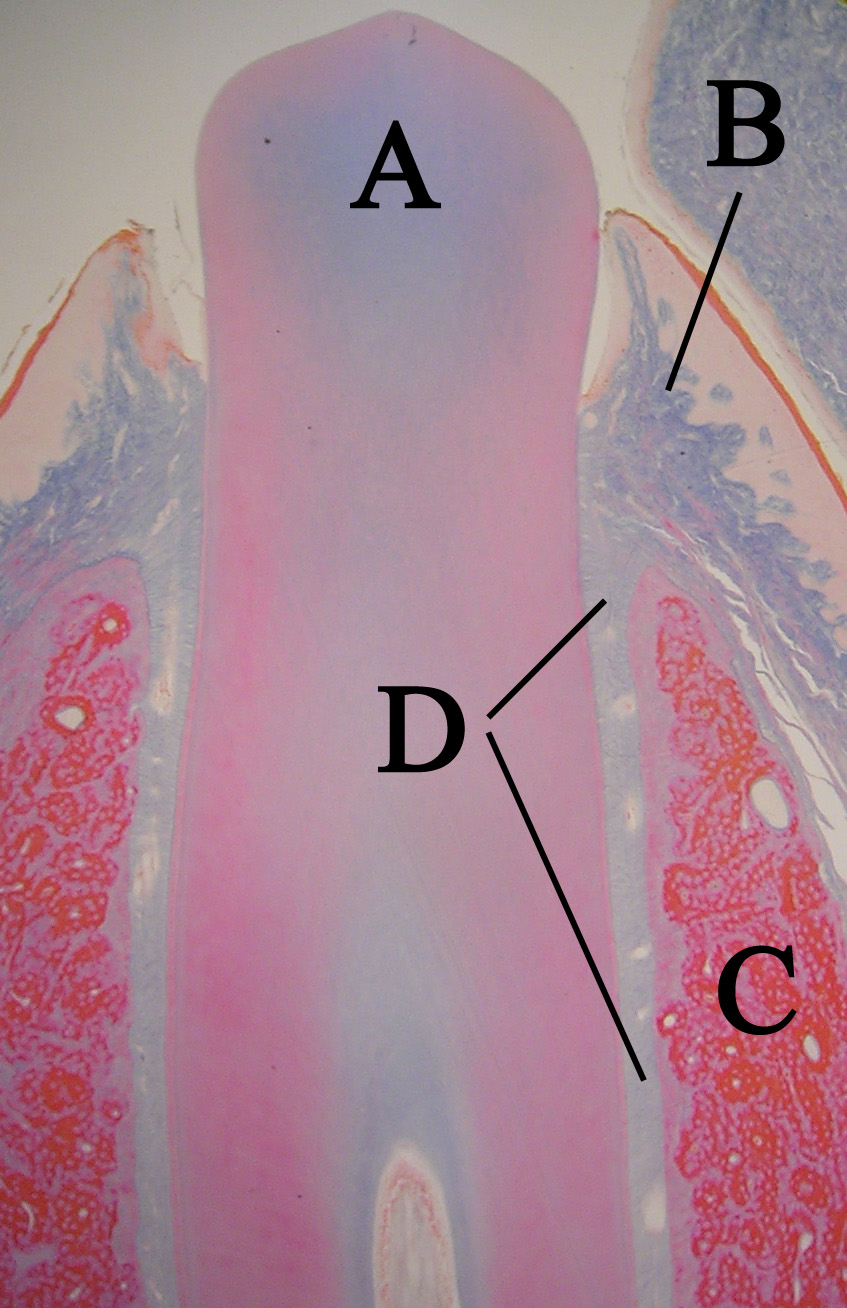
Szövettani metszet egy előtörőben lévő fogról.
A: fog
B: íny
C: csont
D: gyökérhártya

A fogágy (parodontium) szerepe a fog rögzítése az állcsontokban és a fogra ható erők érzékelése. Négy alkotóeleme van: fogmeder, cement, gyökérhártya, íny. Ezek közül a cement a fog alkotórésze. Közötte és a fogmeder közt húzódnak a gyökérhártyarostok, melyek rugalmasan felfüggesztik a fogat. Az íny szerepe a másik három alkotóelem védelme.

##### Gyökérhártya
A gyökérhártya (periodontium) egy specializált kötőszövet, mely a fogmeder és a cement közt húzódik. Fő feladata a fog rögzítése és a rágóerők átvitele a csontra. A fő (Sharpey-féle) rostokon kívül még tartalmaz laza rostos kötőszövetet, fibroblasztokat, védekező sejteket, véredényeket, idegeket és nyirokedényeket. Még találunk benne ún. Malassez-féle sejteket, melyek a fog fejlődése során a Hertwig-féle hüvelyből maradnak vissza, és később ciszták alakulhatnak ki belőlük. Vastagsága kb. 0,2 mm.
Szerepük van még a fogak proprioreceptív (saját) érzékelésében. Mechanoreceptorok vannak benne, melyek érzékelik és továbbítják az agyhoz a fogat ért erők nagyságát.

##### Fogmeder
A fogmeder (alveolus) egy bemélyedés az  állcsontok processus alveolarisban, melyben a fogak gyökerei ülnek. A fogmeder az élet során változik. Például ha a fog elveszti szomszédját vagy az antagonistáját, akkor a rés felé vándorol („keresve társát”). Ilyenkor az oszteoklasztok és az oszteoblasztok modulálják a csontot. Ezt használják ki a fogszabályzás során is, amikor mesterségesen mozgatják a fogakat. Azon az oldalon, ahol az erő hat az oszteoklasztok lebontják a csontot, a másik oldalon viszont az oszteoblasztok építik fel a csontot.

##### Fogíny
A fogíny (gingiva) az állcsontokat fedő szájnyálkahártya. Külső felszínét elszarusodó laphám borítja, míg a belső (fog fele néző), ínybarázdát fedő része soha nem szarusodik el. Az ínybarázda alján található a hámtapadás (epithelialis junctio). Itt a hámsejtek szorosan a foghoz tapadnak, védve ezáltal a fogágy többi részét. A fogíny a fog többi részétől külön fejlődik a szájüreg nyálkahártyájából a fogelőtörés során.

### A fogak fejlődése

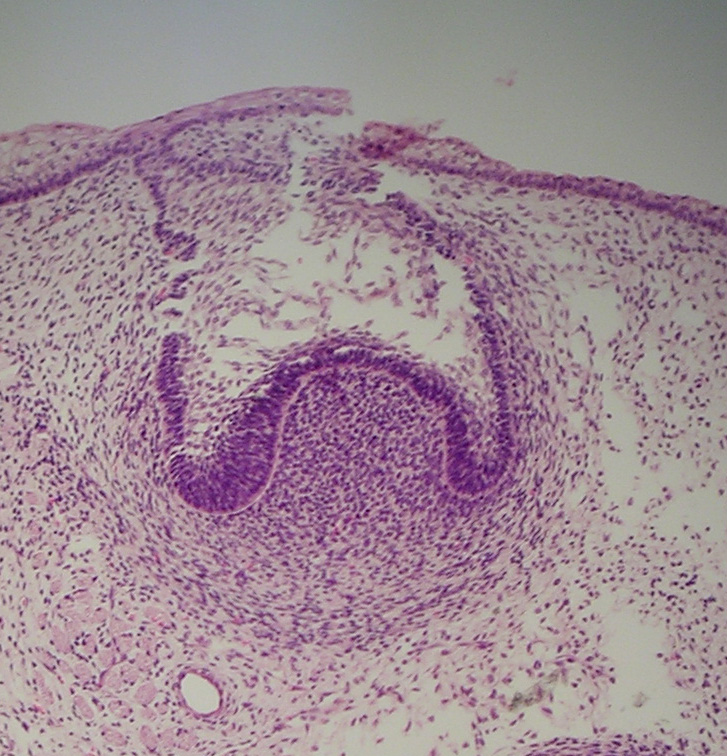
Szövettani metszet egy sapka szakaszban lévő fogról

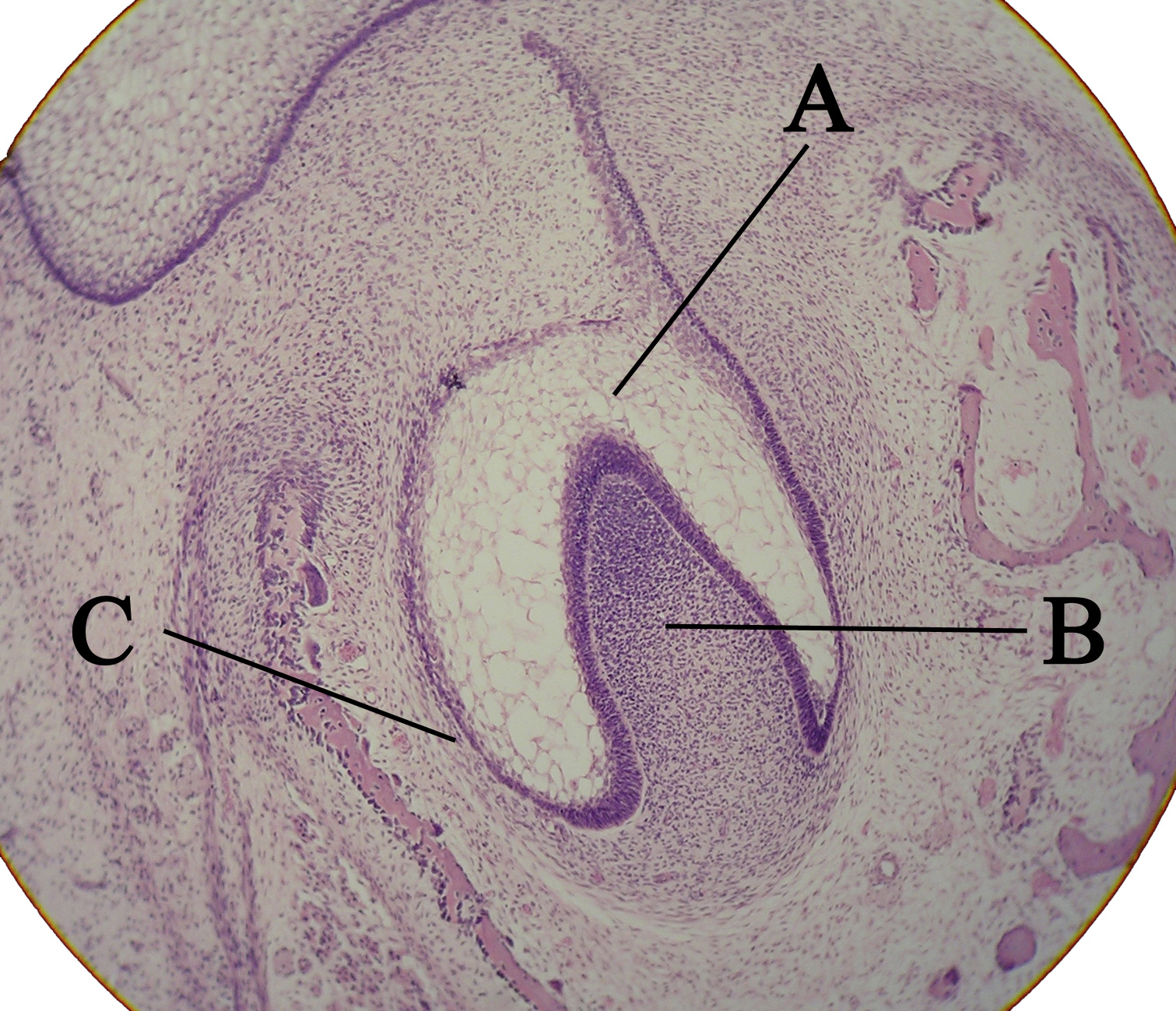
Szövettani metszet egy harang szakaszban lévő fogról.
A: zománcszerv
B: fogpapilla
C: fogzacskó

Az a folyamat, mely során kialakulnak a fogra jellemző szövetek, morfológiai sajátosságok és a végén a fog megjelenik a szájüregben. A tejfogak fejlődése már a méhen belüli élet hatodik hetén elkezdődik, míg a maradó fogaké a huszadik héten. A fogak hám- (ektodermális) és kötőszöveti (mezodermális) eredetűek.
A méhen belüli élet hatodik hetén az elemi szájüreget borító ektoderma benyomul az alatta lévő ektomezenchimális szövetbe, és gyors proliferációba kezd. A tizedik héten már megfigyelhetünk 10-10 fogcsírát a tejfogaknak megfelelően. Később, kb. a 16. hét után jelennek meg a maradó őrlők csírái, a 20. hét után pedig a többi maradandó fog csírái.
A fog fejlődése során különböző fázisokat különítünk el: csíra, bimbó, sapka és harang szakaszokat. Ezek követik egymást és nem mindig különíthetők el. Három részből állnak: zománcszerv, fogpapilla és fogzsák. A zománcszervet három réteg sejt alkotja: a belső és a külső zománchám és a kettő között elhelyezkedő retikuláris sejtek rétege. Az egyetlen  hámeredetű szövetből, a zománcszervből fog kialakulni a zománc. A fogpapillából fog kialakulni a dentin és a fogbél, a fogzacskóból pedig a cement és a gyökérhártya.
Kb. a 20. héten a belső zománchám sejtjei ameloblasztokká differenciálódnak. Megjelenésük hatására a fogpapilla zománcszervhez közel eső részén odontoblasztok alakulnak ki, az ott lévő mezenchimális sejtekből. Ezek elkezdik termelni a predentint. Az első réteg lerakódása valószínűleg kémiai jel az ameloblasztok számára, mivel csak ekkor kezdik el a zománc termelését. A dentin lerakása centrifugális, a fog belseje felé történik, míg a zománc lerakása kifele, centripetálisan.
Amikor a korona teljesen kialakult, elkezdődik a gyökér fejlődése. Ezt a Hertwig-féle hüvely indítja el, mely a külső és belső zománchámból áll. Hatására a közelében lévő mezenchimális sejtek odontoblasztokká differenciálódnak és elkezdik a gyökérdentin termelését, miközben a fogzacskó sejtjei cementet termelő cementoblasztokká, és a gyökérhártya rostjait termelő fibroblasztokká differenciálódnak. A Hertwig-féle hüvely feldarabolódik és nagyrészt fel is szívódik, de Malassez-féle sejtek formájában vissza is maradhatnak egyes részei.
Még teljesen nem tisztázott a fogak előtörésének a mechanizmusa, de valószínűnek tűnik, hogy a gyökér fejlődése emeli ki a fogat. Az első tejfog 6 hónapos korban jelenik meg, az utolsó 2-2,5 éves korban. Egy hat hónapos eltérés még normálisnak tekinthető.  Hatéves kor után kezdnek megjelenni a maradó fogak, a következő sorrendben: az első nagyőrlő (6-7. év), a középső metsző (6-8. év), az oldalsó metsző (7-9. év), az első kisőrlő (9-13. év), a szemfog (9-13. év), a második kisőrlő (10-12. év), a második nagyőrlő (11-14. év), a harmadik nagyőrlő vagy bölcsességfog (16-30. év vagy egyre gyakrabban meg sem jelenik).

### A rágás
Az emlősök fogainak fő funkciója a rágás, mely során a táplálék felaprózódik, összezúzódik, nyállal itatódik át és nyelésre alkalmas állapotba kerül. A rágás ismétlődő mozgások sorozatából áll. Két fázisát különböztetjük meg: egy előkészítő és egy aktív. Az előkészítő fázis során a száj kinyílik, leharapásnál előre tolódik, őrlőmozgásnál pedig oldalra. Ilyenkor a szemben álló fogak metszőélei vagy csücskei egymással szemben állnak. Az aktív fázisban a két fogsor közeledik egymáshoz. Leharapásnál az alsó metszőfog éle elcsúszik a felső palatinális (belső) felszínén és mint az olló „elvágja” az ételt. Őrléskor az alsó őrlők csücskei a felsők palatinális lejtőin csúsznak el, ezáltal szétzúzva, megőrölve a táplálékot. Az őrlés jobb és bal oldalon felváltva történik.
A rágás mechanizmusával és patológiás elváltozásaival a gnathológia foglalkozik.

### A fogak számozása
A többféle számozási módszer közül a Nemzetközi Fogászati Szövetség (FDI) számozása a legelterjedtebb. Ez minden fog jelölésére két számjegyet használ, melyeket pont választ el. Az első, a kvadránst jelzi, melyben a fog elhelyezkedik: 1 – a jobb felső, 2 – a bal felső, 3 – a bal alsó, 4 – a jobb alsó kvadráns. A második számjegy magát a fogat jelzi:
- 1 középső metsző
- 2 oldalsó metsző
- 3 szemfog
- 4 első kisőrlő
- 5 második kisőrlő
- 6 első nagyőrlő
- 7 második nagyőrlő
- 8 harmadik nagyőrlő

Példa: a 2.3 a bal felső szemfogat, 4.6 a jobb alsó első nagyőrlőt jelzi.
Tejfogaknál a kvadránsokat az 5 (jobb felső), 6 (bal felső), 7 (bal alsó), és 8 (jobb alsó) számok jelzik. A fogak pedig
1-től 5-ig vannak számozva.
| Maradó fogak | Maradó fogak | Maradó fogak | Maradó fogak | Maradó fogak | Maradó fogak | Maradó fogak | Maradó fogak | Maradó fogak | Maradó fogak | Maradó fogak | Maradó fogak | Maradó fogak | Maradó fogak | Maradó fogak | Maradó fogak |
| Jobb felső   | Jobb felső   | Jobb felső   | Jobb felső   | Jobb felső   | Jobb felső   | Jobb felső   | Jobb felső   | Bal felső    | Bal felső    | Bal felső    | Bal felső    | Bal felső    | Bal felső    | Bal felső    | Bal felső    |
| ------------ | ------------ | ------------ | ------------ | ------------ | ------------ | ------------ | ------------ | ------------ | ------------ | ------------ | ------------ | ------------ | ------------ | ------------ | ------------ |
| 18           | 17           | 16           | 15           | 14           | 13           | 12           | 11           | 21           | 22           | 23           | 24           | 25           | 26           | 27           | 28           |
| 48           | 47           | 46           | 45           | 44           | 43           | 42           | 41           | 31           | 32           | 33           | 34           | 35           | 36           | 37           | 38           |
| Jobb alsó    | Jobb alsó    | Jobb alsó    | Jobb alsó    | Jobb alsó    | Jobb alsó    | Jobb alsó    | Jobb alsó    | Bal alsó     | Bal alsó     | Bal alsó     | Bal alsó     | Bal alsó     | Bal alsó     | Bal alsó     | Bal alsó     |
|              |              |              |              |              |              |              |              |              |              |              |              |              |              |              |              |
| Tejfogak     |              |              |              |              |              |              |              |              |              |              |              |              |              |              |              |
| Jobb felső   | Jobb felső   | Jobb felső   | Jobb felső   | Jobb felső   | Jobb felső   | Jobb felső   | Jobb felső   | Bal felső    | Bal felső    | Bal felső    | Bal felső    | Bal felső    | Bal felső    | Bal felső    | Bal felső    |
|              |              |              | 55           | 54           | 53           | 52           | 51           | 61           | 62           | 63           | 64           | 65           |              |              |              |
|              |              |              | 85           | 84           | 83           | 82           | 81           | 71           | 72           | 73           | 74           | 75           |              |              |              |
| Jobb alsó    | Jobb alsó    | Jobb alsó    | Jobb alsó    | Jobb alsó    | Jobb alsó    | Jobb alsó    | Jobb alsó    | Bal alsó     | Bal alsó     | Bal alsó     | Bal alsó     | Bal alsó     | Bal alsó     | Bal alsó     | Bal alsó     |

### A fogak betegségei

#### Fogszuvasodás

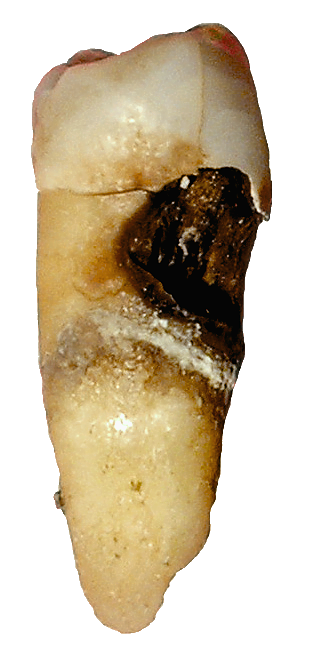
Súlyos gyökércaries egy kisőrlőn

A fogszuvasodás (caries dentinum) a fog keményszöveteinek a megbetegedése, mely a szervetlen anyag savak által történő kioldódásával, majd a szervetlen anyag szétesésével jár. Elterjedése a történelem folyamán egyre fokozódott. Csontvázleletek alapján megállapították, hogy már a neolitikumban jelen volt. Rohamos terjedése az utóbbi két évszázadban figyelhető meg, az ipari fejlődéssel párhuzamosan. Ma már az emberiség 90-100%-a szenved ebben a krónikus megbetegedésben.
Annak ellenére, hogy nagyon sok kóroktani hipotézis létezik, a mai napig sem teljesen tisztázott a fogszuvasodás keletkezése. A modern felfogás szerint több tényező együttes hatására alakul ki. A négy fő etiológiai tényező a szervezet (elsősorban a fogfelszín), a baktériumok, a táplálék és az idő. Így a szuvasodás általában a nehezen tisztítható felszíneken kezdődik, úgy, hogy miközben a baktériumok a dentális plakk felszínén lévő szénhidrátokból táplálkoznak, melléktermékként savat termelnek. Ez demineralizálja a zománc szerves alkotóelemeit. Később, ha nem történik meg a remineralizáció a nyálból, vagy ha többször történik meg a kariogén támadás, a szerves állomány is tönkremegy. Először egy fehér folt jelenik meg a zománc felszínén, majd üreg képződik. Ha nem avatkoznak közbe, a folyamat továbbterjed egészen a fogbélig, ahol gyulladást vált ki, és erős fájdalmakkal jár.
Újabban egyre gyakoribb a gyökércaries, melynek kialakulásához az íny visszahúzódása teremti meg a kedvező feltételeket. Lefolyása gyorsabb, mivel a cement kevésbé ellenálló, mint a zománc.
A fogszuvasodást kezdeti fázisában üregalakítás nélkül lehet kezelni, különböző remineralizációs technikákkal. Később, attól függően, hogy mennyi fogszövet ment tönkre, különböző módon lehet helyreállítani a fog funkcióját és morfológiáját: tömés, betét (inlay), korona, gyökércsapos fogmű készítésével. Végső esetben a fog eltávolítása is szükségessé válhat. A fogszuvasodás következtében a fog körül súlyos gyulladások, gennyedések, vagy akár a szervezet bakteriális inváziója is kialakulhat. Ez utóbbi súlyos következményekkel, akár halállal is járhat. Itt is érvényes az a felfogás, hogy a megelőzés a legfontosabb.

#### Fogágybetegségek
A fog elvesztésének második leggyakoribb oka a fogágybetegség. A fog rögzítő elemeit (íny, fogmeder, gyökérhártya, cement) támadja meg és ezáltal a fog lazulásához és kihullásához vezet. Normális körülmények között az íny hámtapadása és a sulcusváladék megvédi a fogágyat a külső ártalmaktól. De ha lepedék rakódik le a fogra és fogkő keletkezik, az gingivitishez, majd később parodontitishez vezet. A gingivitis a fogíny gyulladása, amely nem jár csontpusztulással. Akut formájában általában fertőzések okozzák, mint például a Herpes vírus. Rossz szájhigiéné esetén a fogkő, mint állandó mechanikai irritációs tényező, és a lepedékben található baktériumok krónikus fogínygyulladáshoz vezetnek. Ilyenkor az íny duzzadt, vöröses, fogmosáskor vérzik, de fájdalmatlan. Ha a kiváltó okokat nem számoljuk fel és további rizikótényezők (nagyobb virulenciájú baktériumok, dohányzás, diabetes, osteoporosis, okkluzális túlterhelés, stressz, a szervezet védekezését csökkentő általános betegségek, genetikai tényezők) vannak jelen, fogágygyulladás (parodontitis) alakul ki. Ez érinti a gyökérhártyát, cementet és az alveoláris csontot is, ezáltal csontpusztulást okozva. Kezdeti fázisban ínytasakok alakulnak ki, azáltal hogy a hámtapadás egyre apikálisabban kerül. Itt az ételmaradékok már könnyebben megtapadnak tovább serkentve a gyulladást. Végül a fogágy teljes elpusztulása miatt a fog fellazul és kihull.

#### Fejlődési rendellenességek

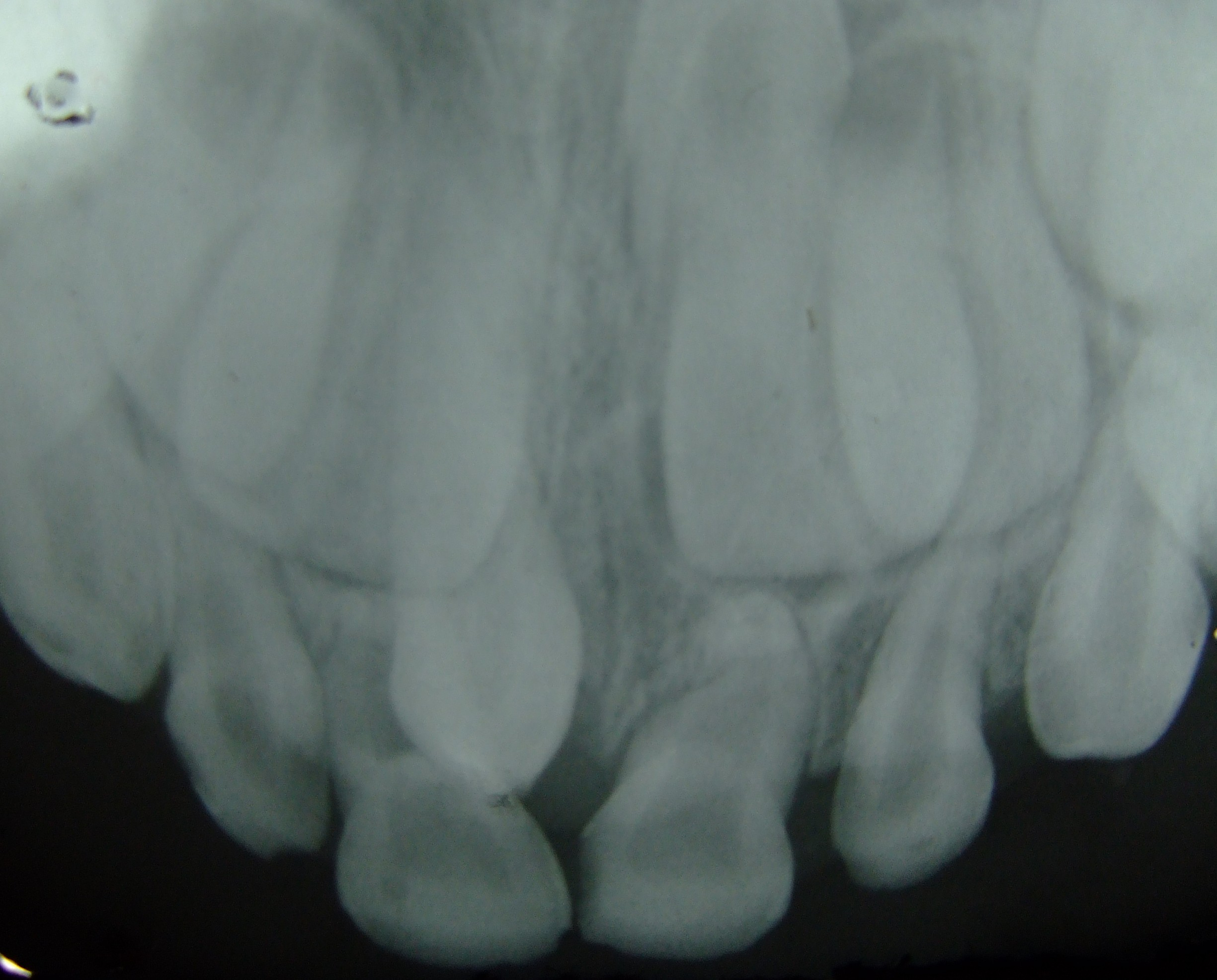
Röntgenfelvétel, melyen a középvonalban, a tejmetszők gyökerei között, egy számfeletti fog (mesiodens) látható

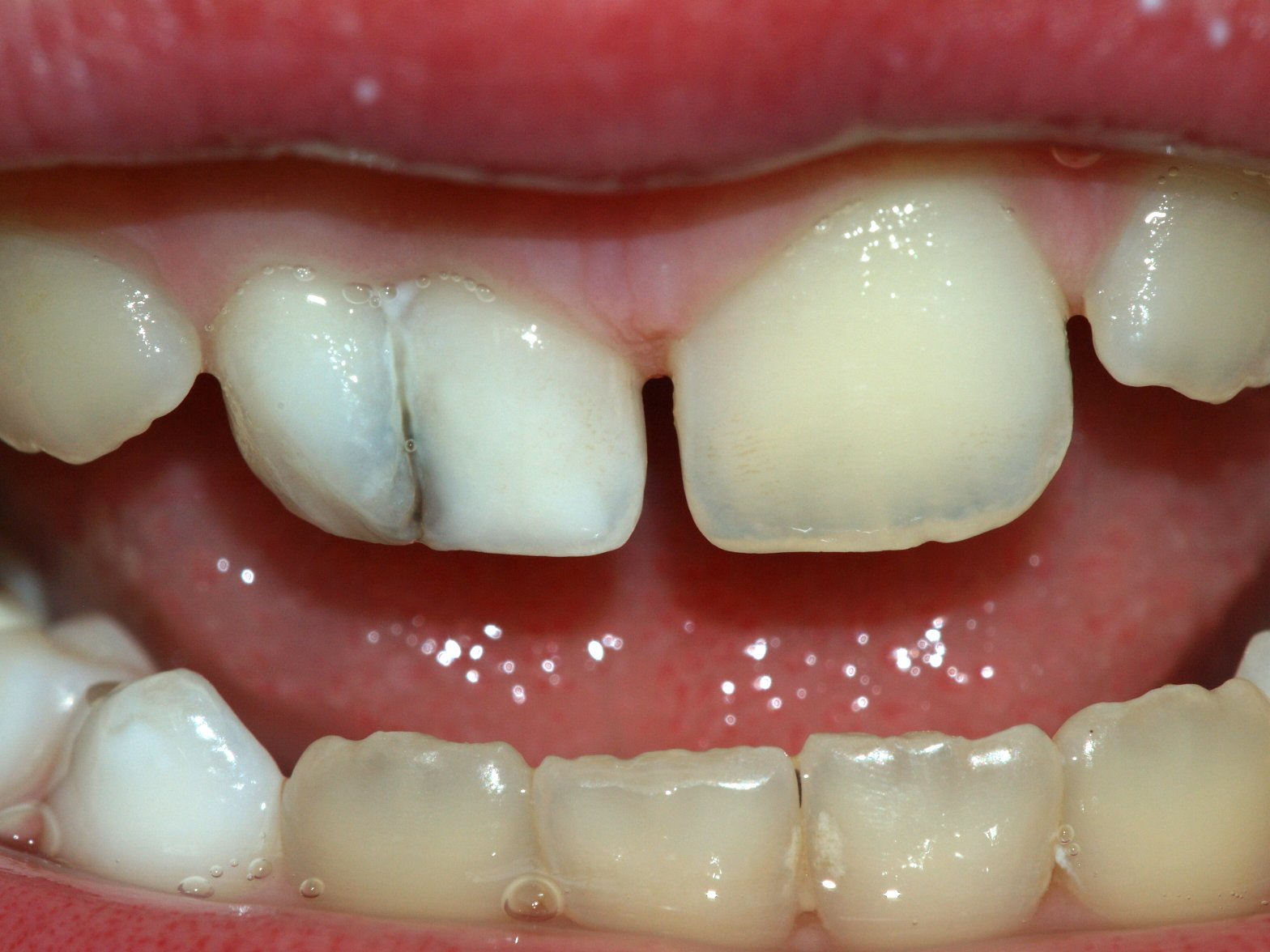
Fogösszeolvadás

Lehetnek genetikailag meghatározott, vagy szerzett (környezeti hatásokra jelentkező) rendellenességek. A környezeti hatások sokrétűek, lehetnek hormonhatások, anyagcserezavarok, fertőzések, gyógyszerek (például tetraciklin), fizikai, kémiai tényezők. Ezek hatása érvényesülhet a méhen belüli, vagy a születés utáni életben.
- A fogak számának a rendellenességei:
  - Anodontia – lehet teljes, amikor egyetlen fog sem fejlődik ki, és részleges, amikor egy fog vagy fogcsoport hiányzik.
  - Hyperodontia – számfeletti fogak
- A fogak méreteinek a rendellenességei:
  - Macrodontia – a fogak a normálisnál nagyobbak
  - Microdontia – a fogak a normálisnál kisebbek
- A fogak alaki rendellenességei:
  - Geminatio dentinum – ikerfog
  - Fusio dentinum – fogösszeolvadás
  - Concretio dentinum – a már kifejlett szomszédos fogak a cementtel kapcsolódnak össze
  - Dilaceratio – a foggyökér jelentős szöglettörése
  - Dens invaginatus vagy dens in dente – a fogban egy tasak található, mely zománccal bélelt
  - Dens evaginatus – járulékos csücsök jelenléte
  - Taurodens vagy talpasfog – rendellenesen nagy pulpakamra, a gyökérelágazódás csak a csúcsi harmadban történik meg
  - Számfeletti gyökerek (Radices supranumerarie)
  - Gyökérösszeolvadás (Fusio radicorum dentis)
- Helyzeti rendellenességek:
  - dőlt fogak
  - rágósíkot el nem érő, vagy azt túl érő fogak (infra- és suprapositio)
  - transpositio dentis – két fog helyet cserél egymással
  - ectopia dentis – a fogsoron kívül elhelyezkedő fog, leggyakrabban szemfognál fordul elő
  - heterotopia dentis – a fogsortól távol, vagy a szájüregen kívül megjelenő fog

A helyzeti rendellenességeken fogszabályzással lehet javítani, ez főleg fiatalkorban jellemző. 
- A kemény szövetek képzésének a zavarai:
  - Amelogenesis imperfecta – a zománcképzés zavara
  - Dentinogenesis imperfecta – a dentinképzés zavara
  - Odontodysplasia regionalis – a zománcot, a dentint és a cementet is érinti

### A fogak ápolása

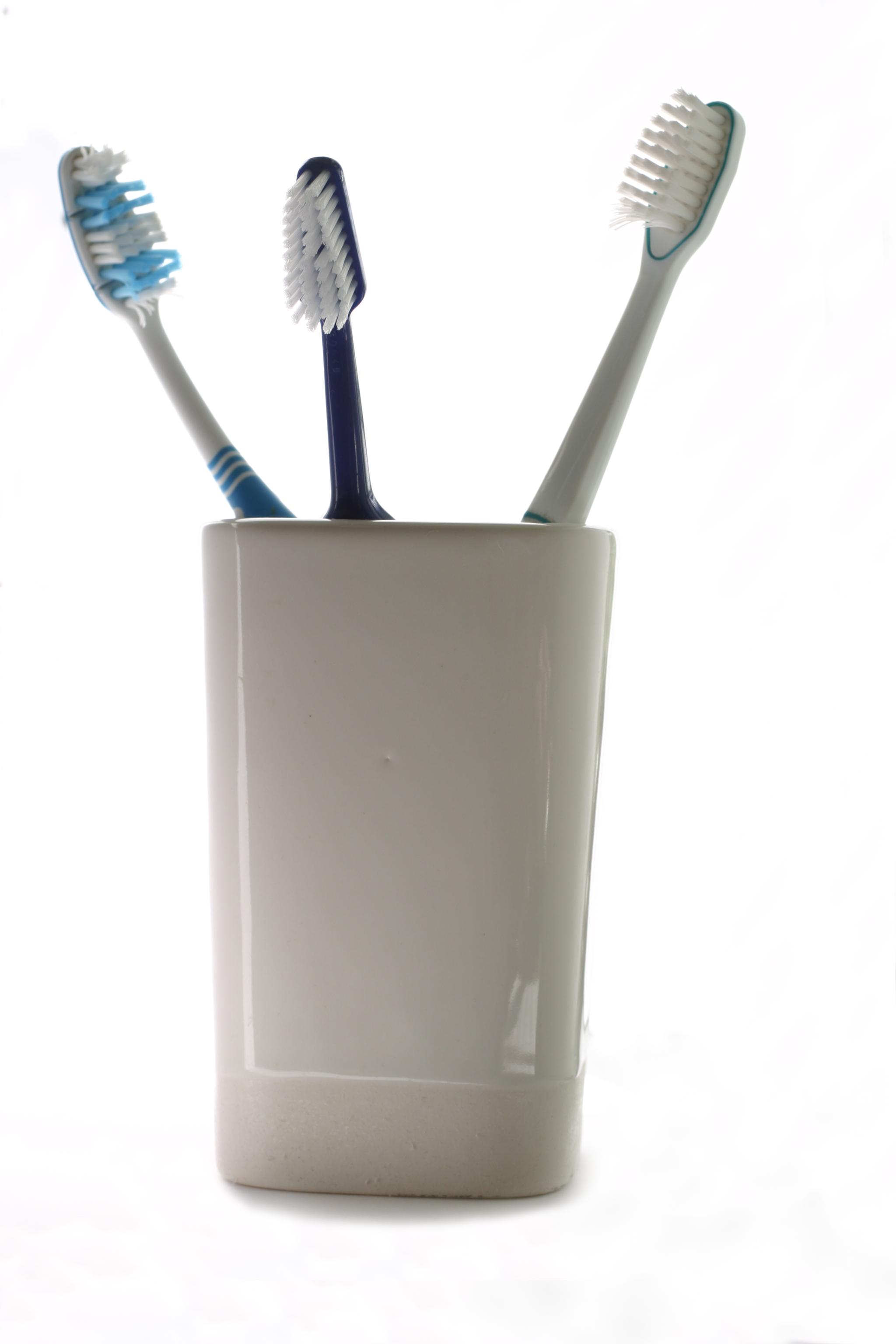
Fogkefék

A fogak ápolásának a célja a különböző fogakat érintő betegségek (fogszuvasodás, fogágygyulladás, rossz lehelet) megjelenésének a megelőzése. Ez történhet egyénileg vagy professzionálisan, a fogorvos által. Az egyéni fogápolás célja az ételmaradékok eltávolítása, megakadályozva ezáltal a baktériumok megtelepedését a fogak felszínén. Fogorvosok szerint minden étkezés után ajánlatos fogat mosni, de minimum kétszer egy nap: reggel és este. Reggel a reggeli után, este az aznapi utolsó étkezést követően. A fogkefe segítségével nem lehet a fogak közti területeket tökéletesen kitisztítani, ezért ajánlatos a fogselyem használata is. Felmérések szerint az elektromos fogkefe nem tisztít hatékonyabban, mint a megfelelő technikával használt hagyományos fogkefe. Használatát elsősorban rossz kézügyességűeknek ajánlják.
A mechanikai tisztításon kívül még léteznek különböző kémiai anyagok, melyek segítségével próbálják megakadályozni a plakk keletkezését, vagy a baktériumok által termelt káros anyagokat próbálják semlegesíteni. Ezeket az anyagokat vagy a fogkrémbe helyezik, vagy különböző szájvizek, gélek formájában árulják. Az egyik legismertebb és leghatékonyabb ilyen anyag az antibakteriális hatású klórhexidin.
A professzionális fogápolás egyik leggyakrabban igénybe vett formája a fogkő eltávolítása, amely a fogágygyulladások legfontosabb kóroki tényezője. Ezenkívül a táplálkozási tanácsadás és a gyerekek cariesprofilaxisa is fontos szerepet játszik. A fogkő eltávolítása különösen fontos fogfehérítés illetve átfogóbb fogászati beavatkozások előtt, mivel később a fogínygyulladás, és hosszú távon az ínysorvadás okozója lehet. Az, hogy a fogkövet milyen gyakran kell eltávolítani, egyénfüggő, több tény is befolyásolja (étrend, szájhigiéné, száj természetes flórájában lévő egyénenkénti eltérések stb.). Érdemes fogorvossal konzultálva felmérni a fogkő-eltávolítások közti ideális időtartamot, majd tervezetten visszajárni kontrollal egybekötött fogkő-eltávolításra.
A fogszuvasodás megelőzését, illetve a meglévő fogszuvasodás további terjedését segít megakadályozni a fluoridok használata. Például ivóvíz, és különböző táplálékok, mint például a konyhasó fluorozása. Ma Magyarországon az ivóvíz fluorozása a nyugati megyékben szinte kivétel nélkül történik, de a keleti megyékben is túlnyomórészt elterjedt. Emellett gyerekkorban még fluoridion-tartalmú tabletta is adható.
A fluorid hatását több úton fejti ki. Maga a fluoridion antibakteriális hatású, ezáltal segíti a szájban lévő normális flóra fennmaradását. Továbbá a zománc hidroxilapatit kristályainak a hidroxil része kicserélődik fluoridionnal, és így a szuvasodással szemben ellenállóbb fluoroapatit képződik. A túlzott fluoridion-bevitel azonban komoly veszélyeket is hordoz magában. Maga a fluoridion az előírt mennyiség jelentős meghaladása esetén mérgező is lehet, ezért főleg a nagyon fiatal gyermekeknél kell különösen ügyelni a "fogkrémevésre", illetve a fluoridtartalmú rágótabletta szedésének orvosi kontrolljára.
A fogak fejlődési szakaszában történő túlzott fluoridion-bevitel a fogzománc fehér elváltozásaihoz vezet, és habár ez nem jár egészségügyi károsodással, főleg az elülső fogakon feltűnő. Miután kialakult, eltávolítása sajnos nem, vagy csak nagyon nehezen lehetséges. Mindezen okokból a külső extra fluoridion-bevitel előtt (például (rágó)tablettában) mindenképpen érdemes fogorvossal konzultálni.

### Fogpótlások
Ha a fogak szövetei irreverzibilisen sérültek, a funkció és az esztétika helyreállításának érdekében, a hiányzó részeket pótolni kell. A fogpótlások attól függően, hogy mennyi hiányzó fogszövetet helyettesítenek lehetnek intrakoronálisak: tömések és az ún. betétek (inlay, onlay), és extrakoronálisak: koronák, héjak. A fogászati betétek hasonlítanak a tömésekre, azoktól abban különböznek, hogy fogtechnikai laboratóriumban készülnek el és ragasztással rögzítik őket. A héjakat általában frontfogak vesztibuláris felszínének a leplezésére használják elszíneződések és kisebb szuvasodások esetén. Ha egy vagy több fog hiányzik azt fogászati implantátumokkal, hidakkal, kivehető fogpótlásokkal lehet pótolni. A hidakat kis kiterjedésű hiányok (max. 3-4 fog) esetén használják és ragasztással rögzítik. Több fog hiánya esetén a hidak már nem bírják a mechanikai terhelést (ez a híd törésével vagy a megmaradt fogak lazulásával, törésével járhat), ezért kivehető pótlásokat készítenek. Ezek főleg az állcsontgerincen támaszkodnak és csak másodlagos elhorgonyzásra használják a fogakat.
A fogászatban használatos anyagok egyike sem hasonlít teljesen a fogakat alkotó kemény szövetekre, ezért a különböző elvárásoknak megfelelően (mechanikai ellenálló képesség, esztétika, ne legyen káros a szövetekre stb.) többféle anyagból készülhetnek a fogpótlások: amalgám, arany, titán, kompozit, fogászati kerámia, fémötvözetek, mint például arany-platina, ezüst-palládium, nikkel-króm stb.
Az 1980-as években kifejlesztett CAD/CAM (Computer-aided design, computer-aided manufacturing) technika segítségével a fogorvos egyedül is („szék mellett”, chairside) elkészíthet intra- vagy extrakoronális pótlást. A fogorvos egy optikai lenyomatot vesz az előkészített fogról és környezetéről, majd egy program segítségével kialakítja a fogpótlás végső alakját, és végül a számítógép vezérelte ún. frézgép kifaragja azt.